# MCH Arena
MCH Arena er navnet på det stadion, hvor FC Midtjylland spiller sine hjemmekampe. Stadionet ligger i Herning.
Det blev indviet den 27. marts 2004 med en kamp, hvor FC Midtjylland vandt 6-0 over AB.
Stadionet kostede 80 millioner kr. at bygge. Messecenter Herning er ejer af stadion, men SAS købte sig til navnet. Aftalen udløb ved afslutningen af 08/09-sæsonen, og Messecenter Herning overtog derefter selv navnet og omdøbte det til det nuværende den 1. juli 2009.
På grund af en ombygning i 2007 blev kapaciteten reduceret til  11.432 tilskuere og 9.430 til internationale kampe.
MCH Arena er bygget, så det er let at udvide det, hvis det bliver aktuelt. Taget kan hæves, og fundamentet er bygget, så tilskuerkapaciteten på stadion vil kunne øges.
Dette var tilfældet, da man i sommeren 2022 igangsatte en udvidelse af østtribunen på 3.292 kvm. Her blev en tre etager høj tilbygning rejst ti meter over terræn bag den eksisterende tribune. Fordelt over to balkoner blev der nederst bygget en VIP-lounge med plads til 432 gæster, mens der øverst blev installeret 11 skybokse med plads til 288 gæster. Tribunen stod klar til forårssæsonen 2024.
Stadionrekorden er fra 5. maj 2024, hvor der var 11.861 tilskuere, da FC Midtjylland spillede mod Brøndby IF.

## Pokalfinalen 2025
Pokalfinalen 2025 skulle oprindeligt have været afholdt på Brøndby Stadion, men grundet bekymring for tilskuernes sikkerhed, valgte Divisionsforeningen at kampen skulle spilles på MCH Arena hvis FC København og Silkeborg IF kom i finalen. Denne beslutning blev mødt af stor kritik fra begge klubber, der hellere ville spille finalen i Parken. FC København og Silkeborg IF estimerede at de kunne sælge henholdsvis 50.000 og 15.000 billetter til en kamp i Parken, men på trods af den store interesse valgte Divisionsforeningen at holde fast i MCH Arena, med en kapacitet på 12.055.
På trods af den store efterspørgsel blandt fodbold fans efter de få billetter, var der ikke den samme efterspørgsel blandt Divisionsforeningens sponsorerer, da kun omkring halvdelen af de billetter blev udnyttet. Pokalfinalen blev derfor kun overværet af 11.048 tilskuere, det laveste antal tilskuere i 32 år.
På trods af at kampen blev flyttet langt væk fra Brøndby stadion, var de eneste anholdte i forbindelse med finalen stadig 3 Brøndby fans. 

## Historiske registreringer
- 16. august 2009 - engelske Coldplay giver koncert foran 37000 mennesker ved MCH Outdoor Arena i Herning